# 바르한

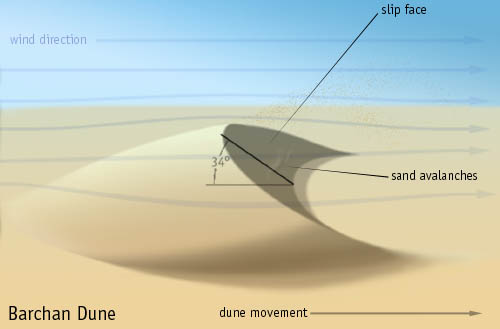

바르한(barchan), 바르칸 또는 바르칸 사구(barkhan dune, 카자흐어 бархан [bɑɾˈχɑn]에서 유래), 반달모래언덕은 초승달 모양의 사구이다. 이 용어는 1881년 러시아 박물학자 알렉산더 폰 미덴도르프가 투르키스탄과 기타 내륙 사막 지역에서 발생하는 현상을 근거로 하여 도입했다. 바르한은 바람을 향하고 볼록하게 보이며 주로 한 방향에서 바람의 작용에 의해 생성된다. 이 지형은 전 세계 모래 사막에서 매우 흔히 볼 수 있는 지형으로 호 모양이며 횡단면이 눈에 띄게 비대칭이고 바람 모래 능선을 향한 완만한 경사가 있으며 잘 분류된 모래로 구성되어 있다.
이 유형의 모래 언덕은 바람이 부는 방향을 향하는 두 개의 "뿔"을 가지고 있으며 슬립 페이스로 알려진 더 가파른 경사면은 바람에서 멀어지고 바람이 부는 방향을 향하며 문제의 모래가 휴식하는 각도는 중간 정도의 경우 약 30-35도이다.  바람이 불어오는 쪽은 바람에 의해 포장되어 약 15도 정도 서 있다. 바르한은 바람에 수직으로 측정했을 때 높이가 9~30m(30~98피트)이고 바닥 폭이 370m(1,210피트)이다.
단순한 바르한 사구는 더 큰 복합 바르한 또는 메가바르한 사구로 나타날 수 있으며, 이는 바람이 불어오는 쪽의 침식과 바람이 불어오는 쪽의 퇴적의 결과로 바람과 함께 약 1미터에서 100미터 범위의 이동 속도로 점차 이동할 수 있다. 연간. 바르한은 일반적으로 고립된 모래 언덕의 그룹으로 나타나며, 바람이 부는 방향으로 평원을 가로질러 뻗어 있는 사슬을 형성할 수 있다. 바르한과 메가바르한(mega-barchans)은 수백 킬로미터에 걸쳐 뻗어 있는 능선으로 합쳐질 수 있다. 모래 언덕의 충돌과 풍향의 변화는 오래된 뿔에서 새로운 바르한을 생성하고 주어진 필드의 크기 분포를 제어한다.

## 같이 보기
- 그레이트샌드듄 국립공원